# 고딕 록

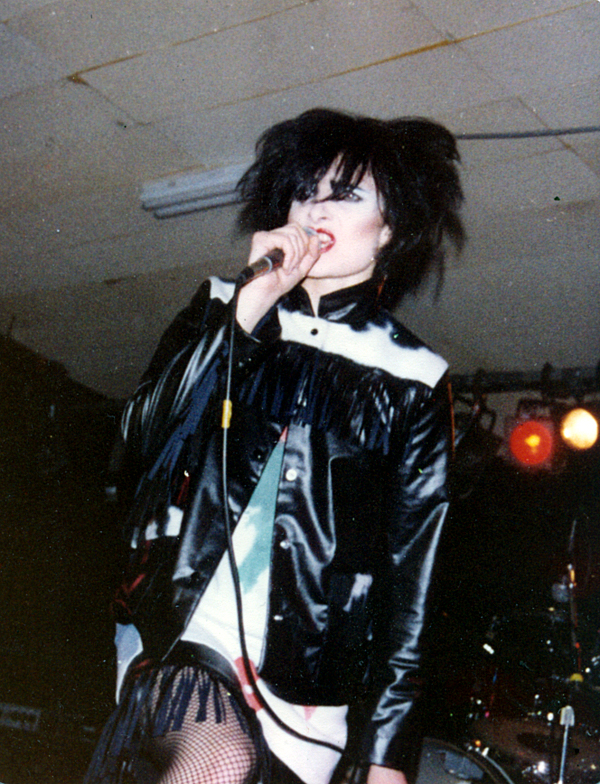

고딕 록(영어: gothic rock)은 1970년대에 생겨난 얼터너티브 록 장르의 하나이다. 영어권에서는 고스 록(영어: goth rock) 또는 고스(영어: goth)라고 줄여 부르기도 한다.
초기에 이 장르로부터 나온 밴드는 영국의 펑크 락이나 포스트 펑크 스타일의 출현과 깊은 관계가 있었다.
1980년대에 장르 자체는 펑크 락 음악으로부터 독립한 움직임이라고 할 수 있었다. 고딕 록 음악가는 어두운 테마와 고딕 호러나 로맨티시즘, 실존주의적 철학이나 허무주의라고 하는 지적인 활동을 다루었다.
유명한 고딕 록 음악가로는 바우하우스(Bauhaus), 더 큐어(The Cure), 수지 앤 더 밴시즈(Siouxsie and the Banshees), 시스터즈 오브 머시(The Sisters of Mercy), The Mission 등이 있다.

## 같이 보기
- 고스 (하위문화)